# Gastropila fragilis
Gastropila fragilis är en svampart som först beskrevs av Joseph-Henri Léveillé, och fick sitt nu gällande namn av Homrich & J.E. Wright 1973. Gastropila fragilis ingår i släktet Gastropila och familjen Agaricaceae.   Inga underarter finns listade i Catalogue of Life.